# 중설 원순 고모음
중설 원순 고모음(中舌圓脣高母音) 또는 중설 원순 폐모음(中舌圓脣閉母音)은 모음의 하나이다.
- 이 홀소리는 혀의 위치를 전설모음일 때와 후설모음일 때의 중간 정도로 해서 발음하는 중설모음이다.
- 이 홀소리는 입술을 둥글게 하고 발음하는 원순모음이다.
- 이 홀소리는 자음이 되지 않을만큼 혀의 위치를 높게 해서 발음하는 고모음이다.

### 예
| 언어                                                | 철자  | 발음       | 뜻   |
| 뉴질랜드 영어, 오스트레일리아 영어, 남아프리카 영어 | goose | [ɡʉːs]     | 거위 |
| 남부 쿠르드어                                       | müçig | [mʉːˈt͡ʃɯɡ] | 먼지 |